# Tonantius Ferreolus (préfet)
Pour l’article homonyme, voir Tonantius Ferreolus.
Tonantius Ferreolus (parfois francisé en Tonance Ferréol) (415 - 486) était un personnage important de la Gaule du Ve siècle. C'est grâce au poème de Sidoine Apollinaire, intitulé : « Panégyrique de Narbonne » que nous connaissons Tonantius Ferreolus.

## Biographie

### Famille et jeunesse

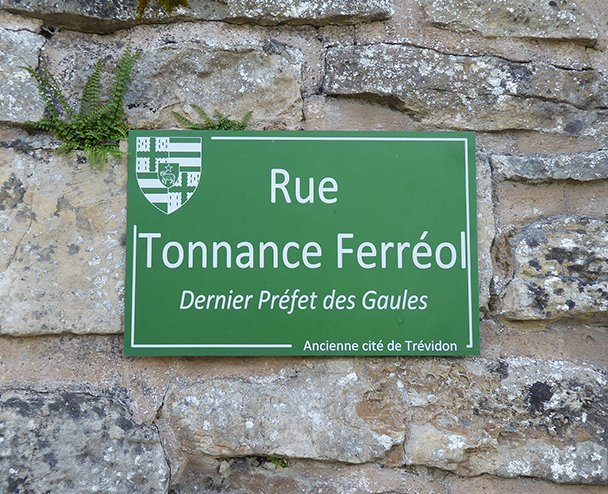
Plaque de la rue Tonnance (sic) Ferréol à Saint-Laurent-de-Trèves.

Il était peut-être natif de Nîmes, car on sait que sa famille avait des biens considérables dans la Narbonnaise première et que quelques-uns de ses descendants étaient originaires de Narbonne. Sidoine Apollinaire nous apprend par exemple qu'il possède une villa à Trévidon, qui peut être localisée comme Saint-Laurent-de-Trèves (aujourd'hui en Lozère), sur la corniche des Cévennes, antique itinéraire menant de Nîmes à Saint-Flour. Une autre hypothèse situait le Trévidon du haut Moyen Âge à Trèves dans les gorges du Trèvezel au pied de l'Aigoual gardois. Elle est soutenue par l'ouvrage de Laurette Serra, Trèves et son énigmatique passé, s'appuyant lui-même sur des sources plus anciennes. Elle est toutefois contredite par le fait que Sidoine Apollinaire situe Trévidon sur la rive droite du « Tarnum », qui peut se traduire « Tarnon »[réf. nécessaire], ce qui est exactement le cas de Saint-Laurent-de-Trèves, près de Florac, traversé par le Tarnon juste avant son confluent avec le Tarn (cf. Histoire générale du Languedoc de Dom Vaissette). Des sépultures et un autel dédié au dieu Mars attestent par ailleurs de la présence gallo-romaine à Saint-Laurent-de-Trèves.
Membre de la grande famille des Syagrii (petit-fils par sa mère du consul de 382, Flavius Afranius Syagrius), il était aussi un proche de Sidoine Apollinaire. Leurs épouses portaient en effet le même nom, Papianilla, ce qui peut laisser penser qu'elles étaient apparentées (l'épouse de Sidoine était elle-même la fille d'Avitus). Il avait des terres aux alentours de Nîmes et une villa appelée Prusianus sur les bords du Gardon dont Sidoine décrit la beauté.

### Carrière politique
Il fut préfet du prétoire des Gaules à Arles, de 450 à 452-453, au moment de l'invasion d'Attila, et il joua un grand rôle par ses mesures judicieuses et sa diplomatie, notamment lors du siège d'Arles par les Wisigoths en 453. En 469, il fit partie de la délégation gallo-romaine à charge au procès d'Arvandus qui se tint à Rome. Ferréol qui avait une autre maison de campagne à proximité des Cévennes appelée Trévidon, s'y retira avant l'an 470. Il finit sa vie dans une grande dévotion chrétienne, d'après Sidoine.

### Descendance
Parmi sa descendance, on connaît son fils Tonantius Ferreolus, sénateur de Narbonne, dont le même Sidoine Apollinaire parle avec éloge, et qui se distingua par son inclination naturelle et son goût pour les lettres.
On lui donne parfois un autre fils, Roricius évêque d’Uzès, mais il s'agit très probablement d'une mauvaise interprétation des Acta Firmini. 
Plus tard, quand les carolingiens tentèrent de relier généalogiquement leur famille aux grandes lignées romaines, ils en firent un des ancêtres de Charlemagne.